# 1400
- Wikisource

| Calendário gregoriano                                                        | 1400 MCD                                             |
| Ab urbe condita                                                              | 2153                                                 |
| Calendário arménio                                                           | 849 – 850                                            |
| Calendário bahá'í                                                            | -444 – -443                                          |
| Calendário budista                                                           | 1944                                                 |
| Calendário chinês                                                            | 4096 – 4097 Início a 26 de janeiro (aproximadamente) |
| Calendário copta                                                             | 1116 – 1117                                          |
| Calendário etíope                                                            | 1392 – 1393                                          |
| Calendários hindus - Vikram Samvat - Calendário nacional indiano - Cáli Iuga | 1455 – 1456 1321 – 1322 4500 – 4501                  |
| Calendário Holoceno                                                          | 11400                                                |
| Calendário islâmico                                                          | 802 – 803                                            |
| Calendário judaico                                                           | 5160 – 5161                                          |
| Calendário persa                                                             | 778 – 779                                            |
| Calendário rúnico                                                            | 1650                                                 |
| Calendário solar tailandês                                                   | 1943                                                 |

1400 (MCD, na numeração romana) foi um ano bissexto do século XIV do Calendário Juliano, da Era de Cristo, e as suas letras dominicais foram D e C (53 semanas), teve  início a uma quinta-feira e terminou a uma sexta-feira.
No reino de Portugal estava ainda em vigor a Era de César que já contava 1438 anos.
| Ano completo                           |
| -------------------------------------- |
| Ano bissexto com início à quinta-feira |

## Eventos
- Henrique IV de Inglaterra põe fim a uma rebelião dos seus barões.

## Nascimentos
- 13 de janeiro - Infante João de Portugal, Condestável de Portugal.
- Luca della Robbia, escultor italiano (m. 1482).
- Isabel da Lorena, duquesa da Lorena (m. 1453).
- Owen Tudor, nobre galês (m. 1461).
- Rogier van der Weyden, pintor flamengo (m. 1482).
- Vasco Gil de Bacelar, aristocrata e Cavaleiro da Baixa Idade Média portuguesa, Senhor de Bacelar e da Honra de Mira.
- Vasco Pais Cardoso foi Alcaide-mor do Castelo de Trancoso e 1.º Senhor do Couto do Rio de Asnes.

## Mortes
- 14 de fevereiro - Assassinato do rei Ricardo II de Inglaterra.
- 25 de outubro - Geoffrey Chaucer, escritor, filósofo e diplomata inglês (n. 1343).